# Liu Yuxi
Liu Yuxi (wade-Giles: Liu Yü-hsi; xinès simplificat: 刘禹锡; xinès tradicional: 劉禹錫; pinyin: Liú Yǔxī) (772-842) fou un poeta, filòsof i assagista xinès, actiu durant la dinastia Tang. El pare de Liu Yuxi, Li Xu, es va veure obligat a abandonar Luoyang per evitar la rebel·lió d'An Lushan (755-763) i es va dirigir a Jiaxing (al nord de l'actual província de Zhejiang). Liu Yuxi va néixer i va créixer al sud. En la seva joventut va estudiar amb dos poetes de renom a Kuaiji (actual Shaoxing), els monjos Chan Lingche (靈 澈, 746-816) i Jiaoran (皎然, 730-799). Els seus treballs posteriors sovint reflectien aquesta sensibilitat budista en la qual havia estudiat.

## Pensament
Liu Yuxi participà en un debat filosòfic, amb els seus companys literats, els poetes Han Yu i Liu Zongyuan, relatiu a la dualitat del cel (el cel i, per extensió, el món natural o Déu) i la terra (el món de l'home). Han Yu, com a confucià, considerava el cel com a primordial, mentre que Liu Zongyuan els considerava com a esferes separades. La visió de Liu Yuxi, expressada en un assaig anomenat Tianlun Shu (Tiānlùn shū 天 論 書), era que el cel i la terra (és a dir, la naturalesa i l'home) interactuaven en certa manera. El cel de vegades predomina sobre la terra, i la terra de vegades predomina sobre el cel.

## Poesia
Els grans interessos de Liu Yuxi es reflecteixen en la temàtica de la seva poesia: els costums econòmics i socials de la gent i els seus problemes, la música folklòrica i el folklore, l'amistat, la festa i l'alcohol, i els temes històrics i la nostàlgia del passat. Alguns dels poemes més coneguts destaquen pel seu estil senzill i popular. Existeixen al voltant de 700 poemes seus, quatre d'ells s'inclouen en la clàssica antologia de la dinastia Qing sota el nom Tres-cents poemes Tang, que es va publicar per primer cop al segle xviii. Va destacar en l'ús de formes curtes i complexes en la poesia xinesa.

## Galeria

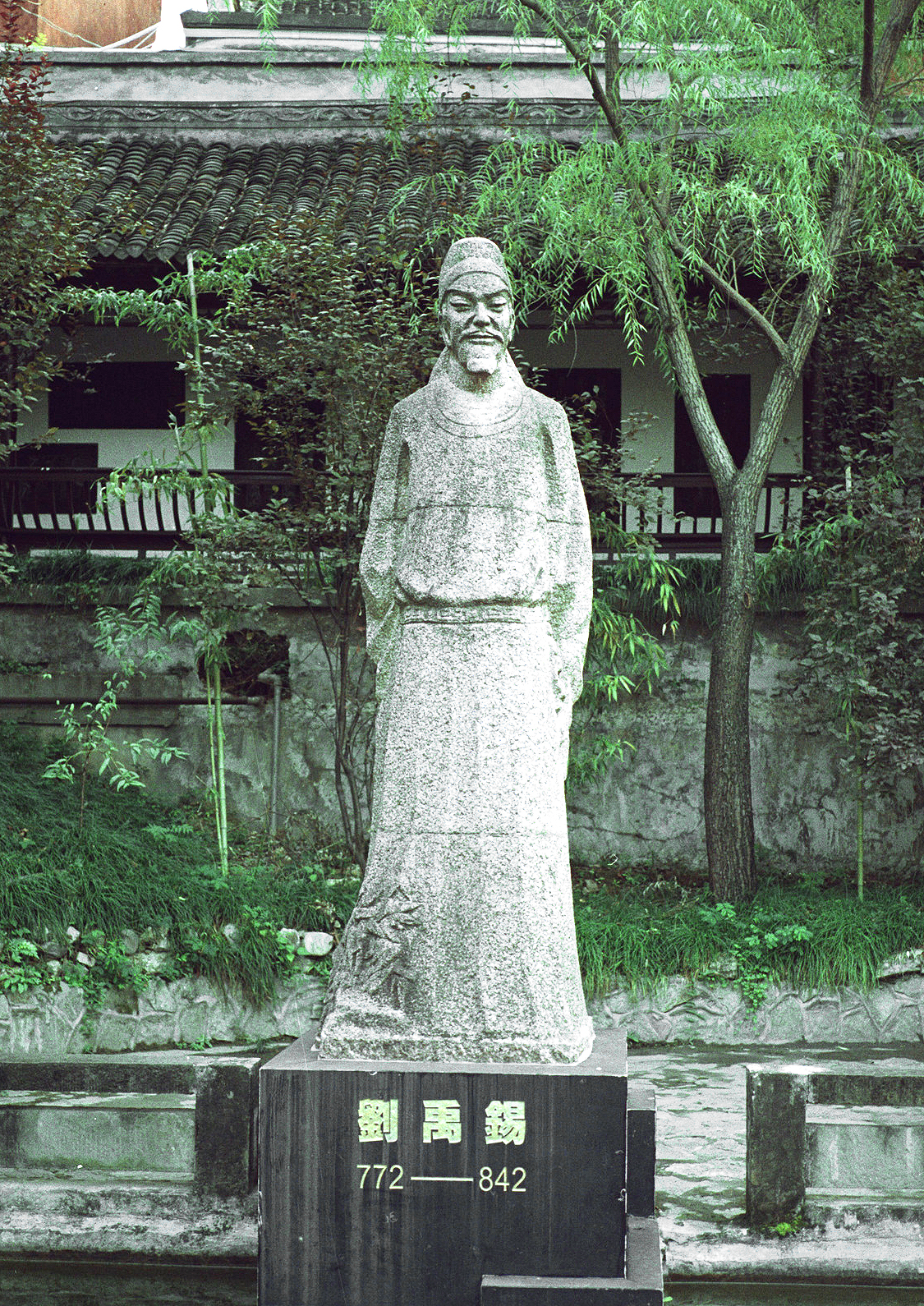
Estàtua de Liu Yuxi a Baidicheng.
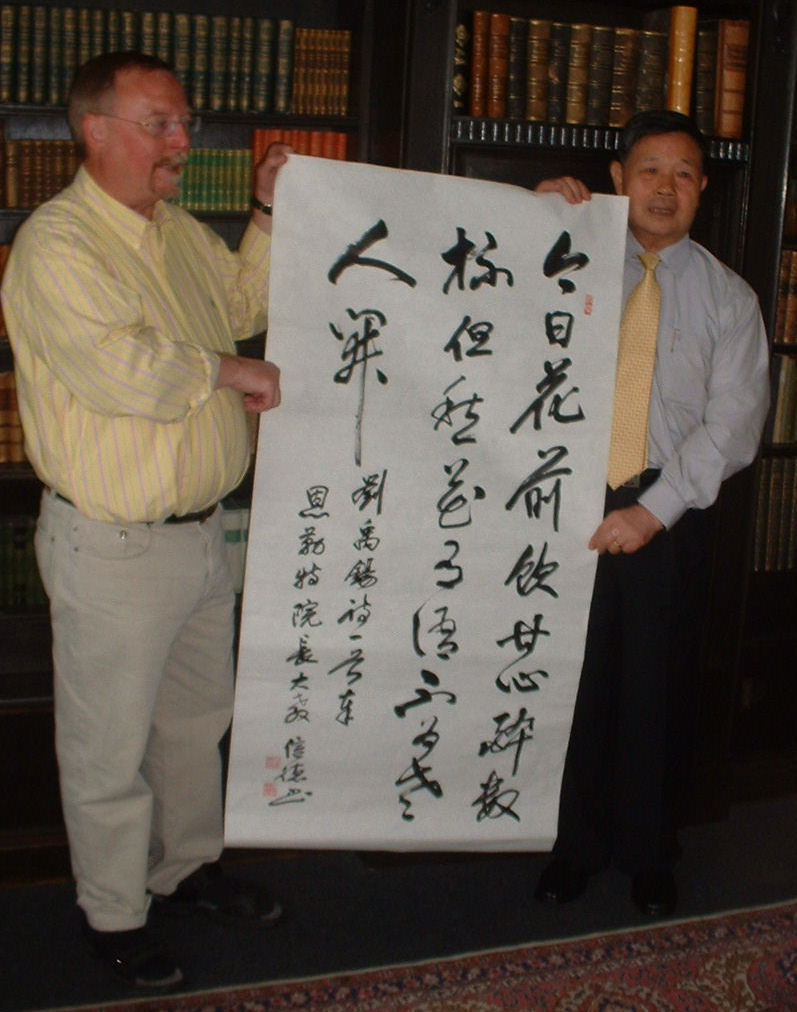
Poema de Liu Yuxi fet pel cal·lígraf xinès Sun Xinde.